# Station Rottneros
Station Rottneros is een spoorwegstation in de Zweedse plaats Rottneros. Het station werd geopend in 1915 en ligt aan de Frykdalsbanan. Het station ligt 500 meter ten westen van het dorp, tegen het grote meer Mellan Fryken aan.

## Treinverbindingen
| Serie | Treinsoort       | Route                                                | Bijzonderheden                                                                    |
| ----- | ---------------- | ---------------------------------------------------- | --------------------------------------------------------------------------------- |
| 74    | Stoptrein (VTAB) | Karlstad – Kil – Rottneros – Sunne – Lysvik – Torsby | Enkele treinen tot Sunne. Stopt beperkt op de haltes Trångstad, Kolsnäs en Oleby. |